# Première bataille de Luçon
Pour les articles homonymes, voir Bataille de Luçon.
Guerre de Vendée
La première bataille de Luçon a lieu lors de la guerre de Vendée. Le 28 juin 1793, la garnison repousse une attaque vendéenne contre la ville.

## Prélude
Pendant que le gros de l'armée vendéenne préparait l'attaque de Nantes, Royrand, général de l'armée du centre, tenta de lancer une diversion en s'emparant de Luçon. Après avoir réuni 6 000 hommes à Chantonnay, Royrand attaqua la place le 28 juin à 5 heures de l'après-midi. Sandoz, qui défendait la ville, avait déployé ses troupes sur la plaine devant la ville.

## La bataille
Les Républicains étaient cependant en nette infériorité numérique, aussi le centre et le flanc gauche commandé prirent la fuite. Le général Sandoz lui-même déserta également le champ de bataille. En revanche, le capitaine de dragons Boissière parvint à résister aux attaques vendéennes, il mit les 500 hommes qui lui restaient en formation carrée. À ce moment, 150 soldats de l'ancien régiment de Provence, qui avaient déserté pour rejoindre les Vendéens, changèrent une nouvelle fois de camp et retournèrent leurs armes contre les Vendéens. Ce mouvement jeta la confusion chez ces derniers qui prirent la fuite à la tombée de la nuit, poursuivis par les Républicains.
La victoire était républicaine mais le général Sandoz, qui avait pris la fuite, fut rappelé à Paris où il passa devant un tribunal militaire qui finalement l'acquitta.
Les pertes des Républicains furent de 4 morts et 12 blessés selon le rapport officiel. Les Républicains portèrent les pertes vendéennes à 300 morts, nombre cependant probablement exagéré.